# 박은석 (1985년)
박은석(1985년 1월 20일 ~ )은 대한민국의 뮤지컬 배우이자 연극 배우다. 2024년 10월부터 활동명을 박재윤으로 바꿨다.

## 트리비아
- 데뷔 이전 외삼촌의 권유로 8년 간 국악(향피리)를 공부하였고, 그 이전에는 검도선수로 8년간 활동.
- 학창시절에는 브레이크댄스를 춘다고 부모님을 놀라게하기도 하였다.

## 학력
- 국민대학교 연극영화학과

## 출연 작품
- 2010년 뮤지컬 몬테코리스토｜앙상블
- 2010년 뮤지컬 명성황후｜앙상블
- 2010~11년 뮤지컬 영웅｜앙상블 (일본관료, 일본경찰)
- 2011년 음악극 더 코러스 ; 오이디푸스｜코러스 이오카스테
- 2011~12년  뮤지컬  영웅｜앙상블 (제국익문사, 일본경찰)
- 2012년 뮤지컬 왕세자 실종사건｜구동
- 2013~4년 뮤지컬 노트르담 드 파리｜페뷔스
- 2014년 뮤지컬 드라큘라｜드라큘라 (언더스터디)
- 2015년 뮤지컬 주홍글씨｜로저 칠링워스
- 2015년 뮤지컬 드림걸즈｜제임스 썬더 얼리 (지미)
- 2015년 뮤지컬 왕세자 실종사건｜왕
- 2015년 뮤지컬 씨왓아이워너씨｜모리토/남편/회계사
- 2016년 뮤지컬 드라큘라｜드라큘라
- 2016년 뮤지컬 삼총사｜아토스
- 2016년 뮤지컬 페스트｜리유
- 2016년 뮤지컬 스모크> (트라이아웃)  초
- 2017년 뮤지컬 레드북> (트라이아웃)  브라운
- 2017년 뮤지컬 스모크｜초
- 2017년 연극 모범생들｜안종태
- 2017년 연극 프론티어 트릴로지｜BROTHER I
- 2017년 뮤지컬 주홍글씨｜로저 칠링워스
- 2017년 뮤지컬 외솔  울산｜외솔 최현배
- 2018년 뮤지컬 레드북｜브라운
- 2018년 연극 비클래스｜김택상
- 2018년 뮤지컬 제 12회 DIMF 특별공연 외솔｜외솔 최현배
- 2018년 뮤지컬 외솔  울산｜외솔 최현배
- 2018년 뮤지컬 인터뷰｜유진 킴
- 2018년 가무극 다윈 영의 악의 기원｜니스 영
- 2019년 연극 오이디푸스｜코러스 장
- 2019년 연극 비클래스｜이수현
- 2019년 독회공연 후회화성
- 2019년 가무극 다윈 영의 악의 기원｜니스 영
- 2019년 연극 Memory in dream｜이든
- 2020년 뮤지컬 미드나잇 : 앤틀러스｜비지터
- 2020년 뮤지컬 베르테르｜알베르트
- 2021년 뮤지컬 붉은정원｜빅토르
- 2021년 뮤지컬 아이위시｜남자2
- 2021년 연극 완벽한 타인｜로코
- 2024년 영화 도그데이즈｜김 차장

## 콘서트
- 2011-11-07 뮤지컬 이야기쇼 이석준과 함께 시즌2 #10
- 2011-12-19 뮤지컬 이야기쇼 이석준과 함께 시즌2 #13
- 2013-01-16 최혁주의 무대이야기 (신년특집 콘서트)
- 2014-09-28 조휘의 뮤톡 콘서트
- 2015-01-12 뮤지컬 이야기쇼 이석준과 함께 시즌2 #72
- 2015-05-31 하늘색 콘서트
- 2015-07-29 전주시립예술단과 함께 하는  한 여름 밤의 콘서트
- 2015-12-19 Stars & Strings
- 2016-01-09 전설의 콘서트 with 집들이
- 2016-04-17 김남호영 콘서트 <파자마파티>
- 2017-04-01 I’mstargram - 아임스타그램
- 2017-09-10 더 뮤지컬 페스티벌 인 갤럭시
- 2017-12-03 K-MUSIC & MUSICAL SHOWCASE (중국 북경)
- 2018-03-26 뮤지컬 콘서트  Hello Piano man
- 2018-04-05 트루맨쇼 <서울시스터즈 편>
- 2018-10-20 스타라이트 뮤지컬 페스티벌
- 2018-10-29 더뮤지컬 라이브콘 온 할로윈
- 2019-02-11 뮤지컬 토크콘서트 오벤져스
- 2019-06-01 아란케이 자선콘서트

## 수상
- 2009년 PMC 주최 명지 뮤지컬 컨테스트 솔로 입상
- 2016년 제 29회 기독교문화대상 뮤지컬부문 대상